# Cansei de Ser Sexy
Cansei de Ser Sexy (portugiesisch für „Hab’s satt sexy zu sein“) ist eine brasilianische Band, deren Musik maßgeblich von Electro- und Rock-Einflüssen geprägt ist. Sie singen sowohl auf Englisch als auch auf Portugiesisch.

## Geschichte
Cansei de Ser Sexy wurden 2003 im brasilianischen São Paulo gegründet. Zu diesem Zeitpunkt beherrschte außer dem Schlagzeuger Adriano Cintra keines der Mitglieder ein Instrument. Ihr Name leitet sich von einem Zitat von Beyoncé Knowles ab, die in einem Interview erklärte, dass sie „keine Lust mehr habe, sexy zu sein“.
Maßgebliche Verbreitung erreichte die Band über das brasilianische Musikportal Trama Virtual, auf deren Label ihr erstes Album Cansei de Ser Sexy im Oktober 2005 in Brasilien erschien. Anfang 2006 unterzeichnete die Band einen Vertrag mit dem Label Sub Pop, woraufhin ihr Debütalbum auch international veröffentlicht wurde. Im selben Jahr erschien ihre erste Single Let's Make Love and Listen to Death From Above.
2007 war die Band im Vorprogramm von Gwen Stefani auf ihrer Europa-Tournee zu sehen.
In dem Computerspiel FIFA 08 ist das Lied Off the Hook einer der Tracks in der Playlist. Im Nachfolger FIFA 09 sind sie mit dem Song Jager Yoga und in FIFA 12 mit Hits Me Like A Rock vertreten.
Cansei de Ser Sexy schrieb das Titellied der Dokumentar-Serie Gaycation, die Gitarristin Ana Rezende wurde in einer Folge zudem von dem Schauspieler Elliott Page, mit dem sie persönlich befreundet ist, über die Lage der LGBT-Gemeinschaft in Brasilien befragt.

## Diskografie

### Studioalben
| Jahr | Titel              | Höchstplatzierung, Gesamtwochen, AuszeichnungChartplatzierungen (Jahr, Titel, Platzierungen, Wochen, Auszeichnungen, Anmerkungen) | Höchstplatzierung, Gesamtwochen, AuszeichnungChartplatzierungen (Jahr, Titel, Platzierungen, Wochen, Auszeichnungen, Anmerkungen) | Anmerkungen                           |
| Jahr | Titel              | UK | US | Anmerkungen                           |
| ---- | ------------------ | --- | --- | ------------------------------------- |
| 2005 | Cansei de Ser Sexy | UK69 Silber · (4 Wo.)UK | — | Erstveröffentlichung: 9. Oktober 2005 |
| 2008 | Donkey             | UK32 (2 Wo.)UK | US189 (1 Wo.)US | Erstveröffentlichung: 21. Juli 2008   |

Weitere Veröffentlichungen
- 2004: Em Rotterdam Já É uma Febre
- 2004: A Onda Mortal / Uma Tarde com PJ
- 2005: CSS SUXXX
- 2011: La Liberación
- 2013: Planta

### Singles
| Jahr | Titel Album                                                       | Höchstplatzierung, Gesamtwochen, AuszeichnungChartplatzierungen (Jahr, Titel, Album, Platzierungen, Wochen, Auszeichnungen, Anmerkungen) | Höchstplatzierung, Gesamtwochen, AuszeichnungChartplatzierungen (Jahr, Titel, Album, Platzierungen, Wochen, Auszeichnungen, Anmerkungen) | Anmerkungen                |
| Jahr | Titel Album                                                       | UK | US | Anmerkungen                |
| ---- | ----------------------------------------------------------------- | --- | --- | -------------------------- |
| 2005 | Alala Cansei de Ser Sexy                                          | UK89 (1 Wo.)UK | — | Erstveröffentlichung: 2005 |
| 2006 | Off the Hook Cansei de Ser Sexy                                   | UK43 (2 Wo.)UK | — | Erstveröffentlichung: 2006 |
| 2007 | Let’s Make Love and Listen to Death from Above Cansei de Ser Sexy | UK39 (4 Wo.)UK | — | Erstveröffentlichung: 2007 |
| 2007 | Music Is My Hot Hot Sex Cansei de Ser Sexy                        | — | US63 (3 Wo.)US | Erstveröffentlichung: 2007 |
| 2008 | Left Behind Donkey                                                | UK78 (1 Wo.)UK | — | Erstveröffentlichung: 2008 |

Weitere Singles
- 2007: Alcohol
- 2008: Rat Is Dead (Rage)
- 2008: Move

## Trivia
- Der Song Music Is My Hot Hot Sex tauchte im September 2007 in einem Amateurwerbespot von Nick Haley für Apples iPod touch auf. Dieser in kurzer Zeit geschnittene Spot war auf der Videoplattform YouTube ein so großer Erfolg, dass Apple sich entschloss, die Rechte an dem Spot zu kaufen und veröffentlichte ihn wenige Wochen später selbst.
- Der Song Donkey ist auf Smartphones des Modells Magic des Herstellers HTC als Demosong vorinstalliert.
- Auf die Frage: „Seid ihr nicht auch bald zu alt für Elektropunk?“ erklärte Luiza Sá in einem Interview im umagazine: „Mit ‚Planta‘ haben wir eine angemessene Form gefunden. Das Album ist zwar nicht unbedingt ernst, aber doch ein ganzes Stück reifer. Statt aggressivem Gutdraufsein ist die Feierlaune jetzt auch mal etwas verhaltener. Aber ohne geht es nicht – wir werden auch in Partystimmung sterben.“